# Phyllocosmus congolensis
Phyllocosmus congolensis är en tvåhjärtbladig växtart som beskrevs av Th. och H. Dur.. Phyllocosmus congolensis ingår i släktet Phyllocosmus och familjen Ixonanthaceae. Inga underarter finns listade i Catalogue of Life.